# Blåbrynet motmot
Blåbrynet motmot (latin: Eumomota superciliosa), er en skrigefugl der lever i Mellemamerika. Blåbrynet motmot er nationalfugl i El Salvador og Nicaragua.